# Hospice Saint-Gilles

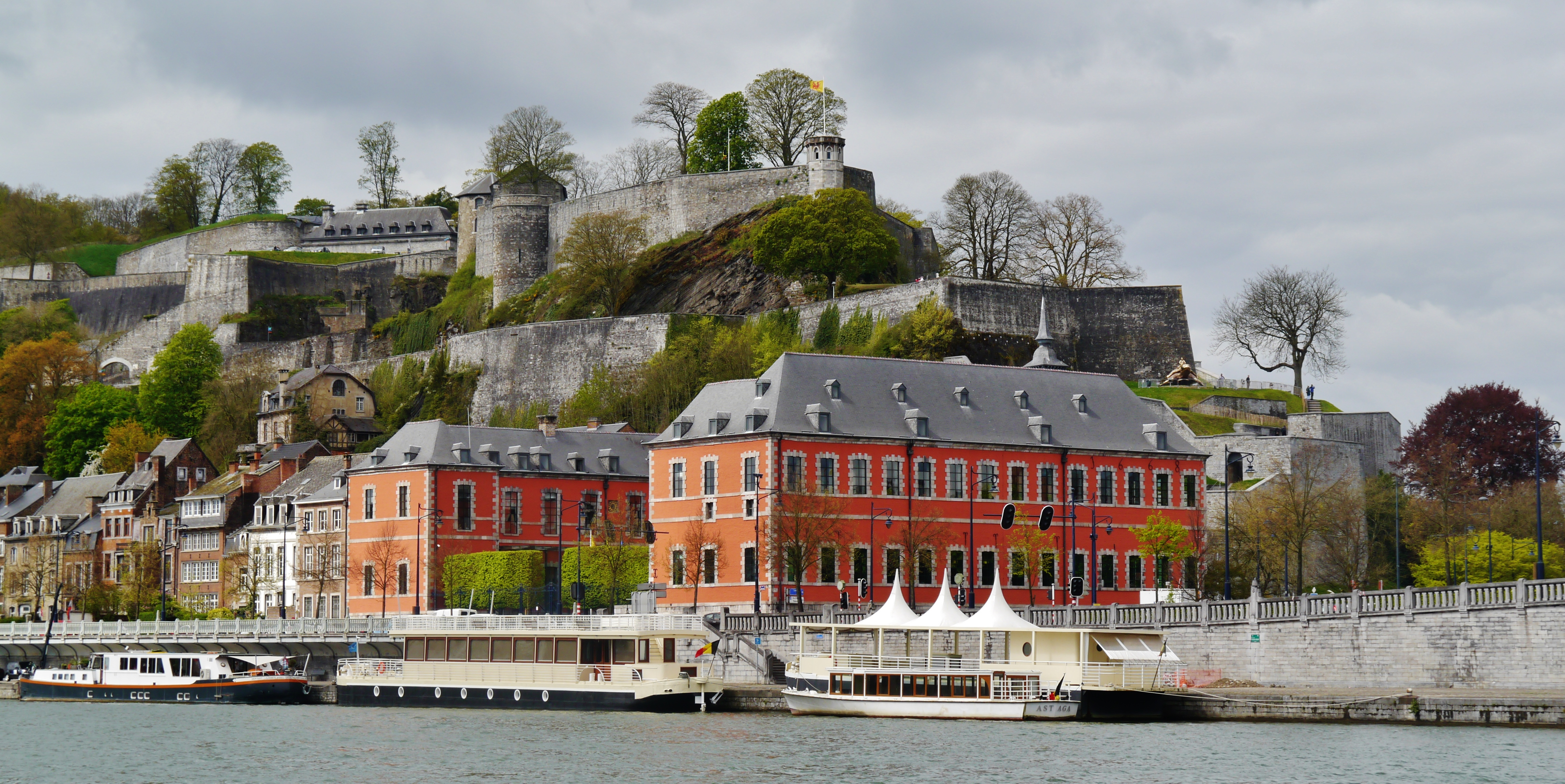
Der Sitz des Wallonischen Parlamentes in Namur

Im Hospice Saint-Gilles befindet sich heute das Wallonische Parlament, das Legislativorgan der Wallonischen Region. Es befindet sich in der belgischen Stadt Namur am linken Ufer der Maas an der Rue Notre-Dame, gegenüber dem Élysette genannten Regierungssitz. Ursprünglich beherbergte das Gebäude ein mittelalterliches Hospiz und ein Krankenhaus, letzteres bis 1965. Seit 1998 ist es nach umfangreichen Renovierungsarbeiten Parlamentssitz.